# مثلوجة مشكلتة
المثلوجة المُشَكْلَتَة هو المصطلح الإنجليزي البريطاني للحلوى المجمدة العامة التي تتكون بشكل عام من كتلة مستطيلة من المثلوجة - على نحو نموذجي بطعم الونيلية - وهي مغطاة بشوكولاتة رقيقة. ثمة العديد من أنواع هذه الحلوى التي تُنتج تحت العديد من الأسماء التجارية المختلفة في العديد من البلدان.